# Eulogia
Eulogia (gr. „dobre słowo” od εὐ- „dobry” + λόγος „słowo”) – błogosławieństwo we wczesnym chrześcijaństwie. Wierni w pierwszych wiekach po Chrystusie przynosili do świątyni chleby i przed mszą kładli je na ołtarzu. Część z przyniesionych chlebów biskup - zgodnie z wiarą Kościoła - mocą Jezusa przemieniał w Ciało Pańskie, a pozostałą część błogosławił po mszy. To była eulogia – chleb błogosławiony. Spożywali go ci, którzy nie przystąpili do komunii. Pozostałe pobłogosławione chleby wierni obecni na mszy zanosili do domów tym, którzy nie mogli przyjść do świątyni.
Eulogię wprowadzono w IV w., gdy liczba wiernych gwałtownie rosła, a jednocześnie zaczęła zanikać praktyka przyjmowania eucharystii przez wszystkich uczestników mszy. Początkowo znany jedynie w Konstantynopolu, zwyczaj ten  w VI wieku rozprzestrzenił się na tereny Galii, Italii i Niemiec.